# Правда.ру
«Правда.ру» (первоначально «Правда On-line») — российское электронное средство массовой информации. Владелец — одноимённое закрытое акционерное общество, составляющее холдинг интернет-ресурсов «Правда.ру».

## История
Выходит с 27 января 1999 года. Зарегистрирована в ноябре 1999 года. Создана частью журналистов, ранее работавших в газете «Правда», после раскола в редакции, связанного с закрытием и последующей продажей газеты. С октября 2000 года выпускает версию на английском (pravdareport.com), а с мая 2002 года — на португальском, также с июня 2006 года по апрель 2007 года выпускала версию на итальянском и с августа 2016 по декабрь 2017 — на французском (pravdafrance.com) языках. Печатная версия зарегистрирована 17 ноября 2003 года Министерством Российской Федерации по делам печати, телерадиовещания и средств массовых коммуникаций.
В 2007 году «Правда.ру» была классифицирована Федерацией американских учёных как популярный левый националистический новостной сайт.

## Главные редакторы
Первым руководителем проекта был Вадим Горшенин, в настоящее время председатель Совета директоров издания; с 2004 года главный редактор — Инна Новикова, супруга Горшенина.

## Критика
Организацию обвиняют в поддержке позиции российского правительства по различным вопросам как внутри страны, так и за ее пределами, а также в производстве неосоветизма, русского национализма новостей и прямых теории заговора. Один из сайтов входящий в состав медиахолдинга «Правда.ру», сообщает, что создал специальную систему, алгоритм проверки СМИ на предмет их антипровластной идеологической позиции, которые представляют российское государство и его действия на Украине в негативном свете.
«Правда.ру» известна своими статьями в  таблоидном стиле с кричащими заголовками, такими как:
- «Инопланетяне вытеснили американцев с Луны»,[5]
- «В Европе построили машину времени, говорят российские ученые»,[6]
- «Время можно повернуть вспять»,[7]
- «На Марсе найдены инопланетные и человеческие черепа»,[8]
- «Ядерный удар по Йемену»,[9]
- «Бориска, мальчик с Марса, говорит, что все люди живут вечно»,[10]
- «Автотрофы: появляется новый вид людей, которые не пьют и не едят»[11]
- «Нацистская Германия достигла своего технологического превосходства с помощью инопланетян».[12]
- «Решение по Киеву принято: его уничтожат, чтобы русским не достался» [13]

По словам бывшего депутата Госдумы Бориса Надеждина, «Правда.Ру» — это «прокремлевский сайт, который все время обрушивается на оппозицию»; По словам Владимира Прибыловского, администрирование сайта осуществляется Управлением внутренней политики Администрации Президента Российской Федерации.
В 2005 году один из корреспондентов «Правды.ру» оказался фигурантом истории с нападением «Наших» на штаб Национал-большевистской партии.
Сама газета опубликовала сообщение о нападении за 20 минут до самого нападения.